# 下田市立下田小学校
下田市立下田小学校（しもだしりつ しもだしょうがっこう）は、静岡県下田市にある公立小学校。所在地は下田市五丁目3-1。

## 概要
賀茂地区（下田市・東伊豆町・河津町・南伊豆町・西伊豆町・松崎町）の中で一番児童数の多い小学校である。ジャングルジム、ブランコ、のぼり棒、サッカーゴール等の施設がある。学校の校庭の先には春日山がそびえている。
学校のすぐ前には下田市立図書館が存在する。
伊豆の国特別支援学校伊豆下田分校が併設されている。

## 歴史
下田小学校の起源は土地の医師、浅岡杏庵らが組織した新民社という団体が、明治6年（1873年）9月10日に設立した「小学新民学校」にある。小学新民学校は下田泰平寺におかれ、本覚寺には分校（鶏鳴社）を置いた。明治25年（1892年）に下田尋常小学校に改名、昭和22年（1947年）に下田小学校へと名前を変え今に至る。
開校当初の400名弱だった児童数は次第に増加し、第一次ベビーブームの頃には1,400人に近い在校児童数を持った。その後は下田の過疎化・少子化の進展によって児童数は漸減し、平成18年（2006年）には所属児童が400人を切り、開校時の児童数さえ下回るようになった。
平成19年 - 21年（2007年 - 2009年）、協働的な学習の研究を行い、研究発表会を2009年11月に開催。教師がグループワークを通して、授業分析を行う研修手法が公開された。
また、同校の校歌には、国内の小学校の中でも大変珍しく、「ペリー」と言う言葉が用いられている。日本の開国と大いに関連した基礎自治体であることが窺える。

## 創始者
下田小学校開校に尽力した創始者は、浅岡杏庵と碓氷金吾である。明治維新後の明治4年（1871年）、当時の足柄県令柏木忠俊より下田町に学校を設立するよう内命を受けた医師浅岡杏庵だったが、戸長等当時の下田町当局の賛同が得られなかった。その後、柏木忠俊が再度、下田町役人に直接学校設立を説いたことにより、学校設立の気運が盛り上がった。浅岡杏庵は、八幡宮祠官の碓氷金吾等とともに学校設立の資金を確保するため奔走し、明治5年11月1日に泰平寺を借り入れることができ、下田小学校の前身の「新民舎」を設立した。この際、碓氷金吾は筆子百余名を諭して入校させ、自らも浅岡杏庵とともに教壇に立った。なお、浅岡杏庵と碓氷金吾の功績は、浅岡杏庵先生頌徳誌、碓氷金吾頌徳誌として、2人の肖像額の中に刻まれており、現在、下田小学校校長室に掲示されている。

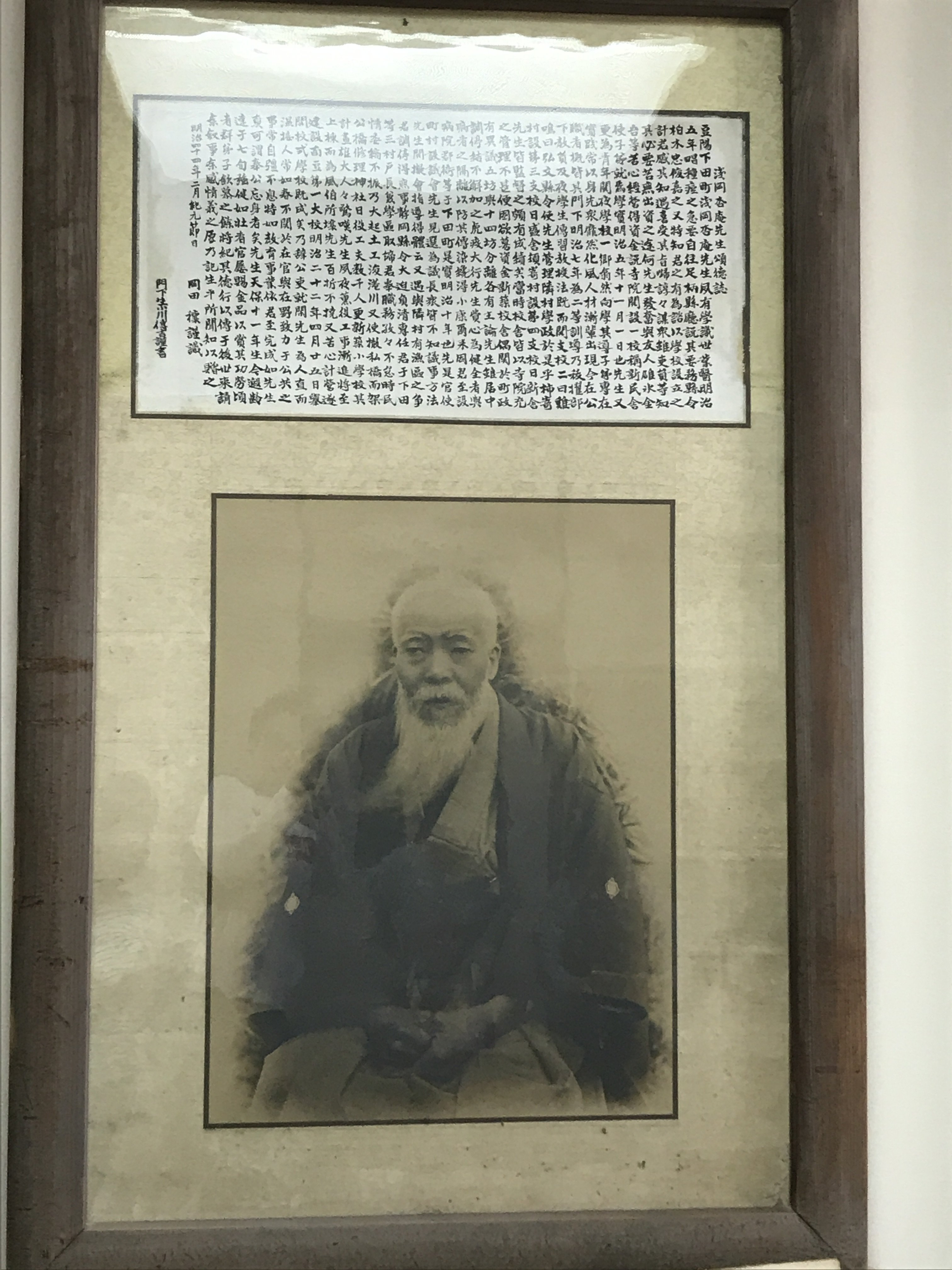
浅岡杏庵先生肖像額
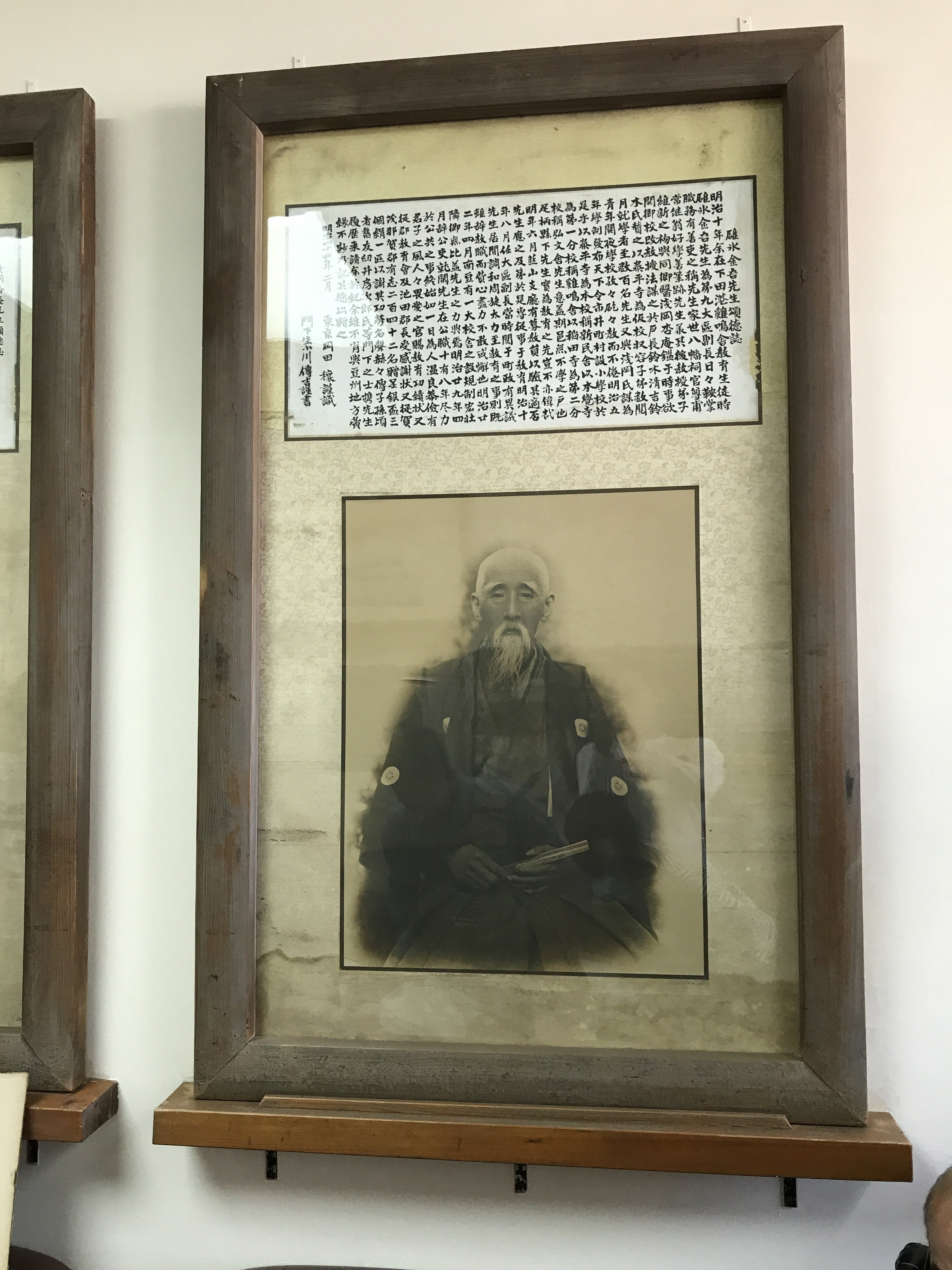
碓氷金吾先生肖像額

## 校舎
明治6年、下田町泰平寺を校舎にする。
最初の校舎は明治22年4月25日に落成。同16年3月に着工したものの、途中で台風の被害を受けるなどして落成までに前後6年の歳月を費やした。この建物は、和洋折衷二階建ての建物で、壁は下田の町を象徴するかのように一面ナマコ壁が使われ、窓には木造のアーチ、中央玄関の上には和風の破風のついたバルコニー、棟の中央に小さな望楼を持ち左右両側前方に平家の翼が張り出していた。この校舎は昭和41年7月まで使われ、同年8月21日から解体されたが、これに先立ちこの校舎にゆかりのある人たちが解体を惜しんでお別れ会を催した。最初の本館校舎の解体後、同じ場所に鉄筋コンクリート造の新校舎が昭和42年5月12日に落成する。
前後して、大正15年5月に木造の西校舎、昭和13年12月に木造の南校舎、昭和30年3月に講堂が落成される。
現在の校舎は昭和60年9月に、旧下田中学校跡地でもある現在地にて落成した（なお、移転後の小学校跡地には、1989年に下田市民文化会館が開館した）。鉄筋コンクリート造3階建て、建設費は10億149百41万円で、多目的ホールの他、仕切り壁のない図書室などの特徴がある。

### 寄贈品

#### 大時計
昭和9年4月20日（1934年）第1回黒船祭が開催された際、当時の駐日アメリカ大使であったジョセフ・グルーより寄贈された。

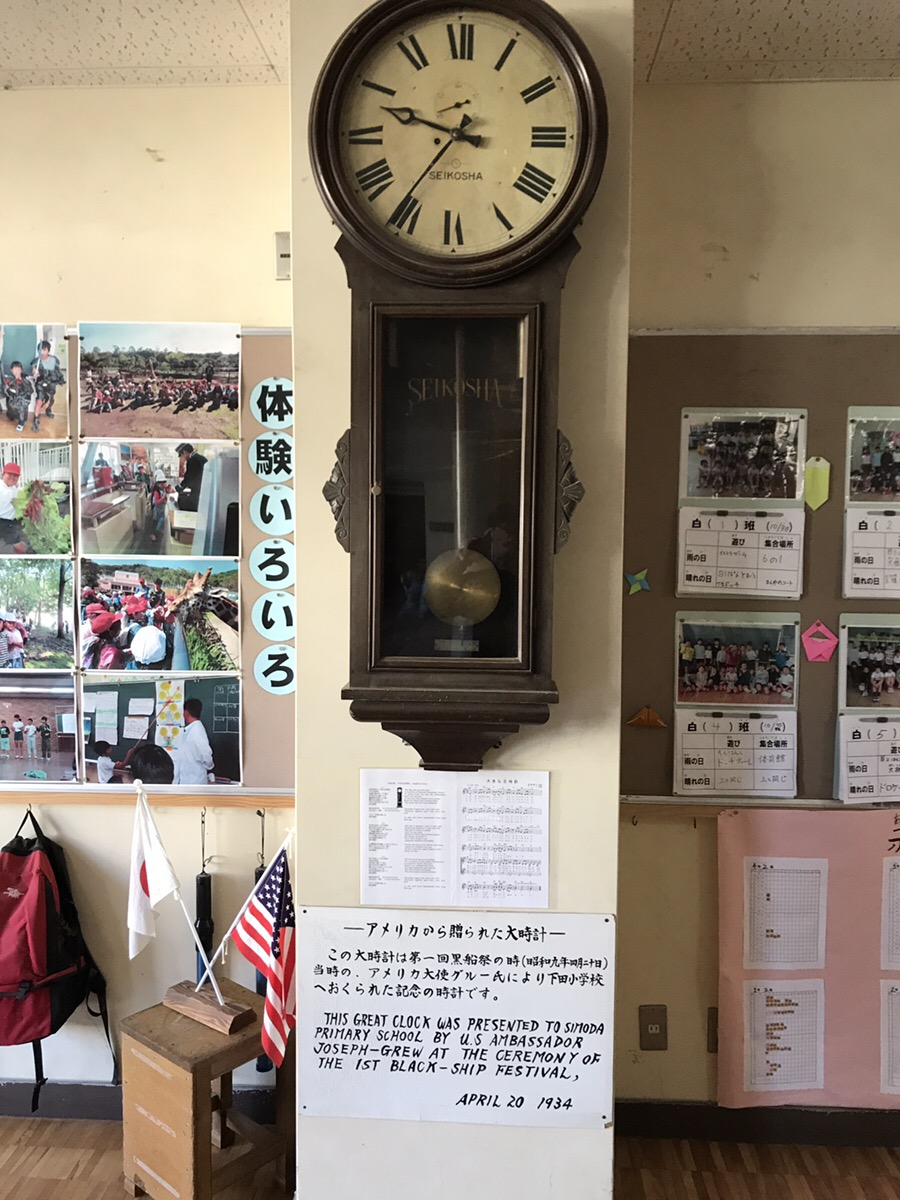
下田小学校の時計
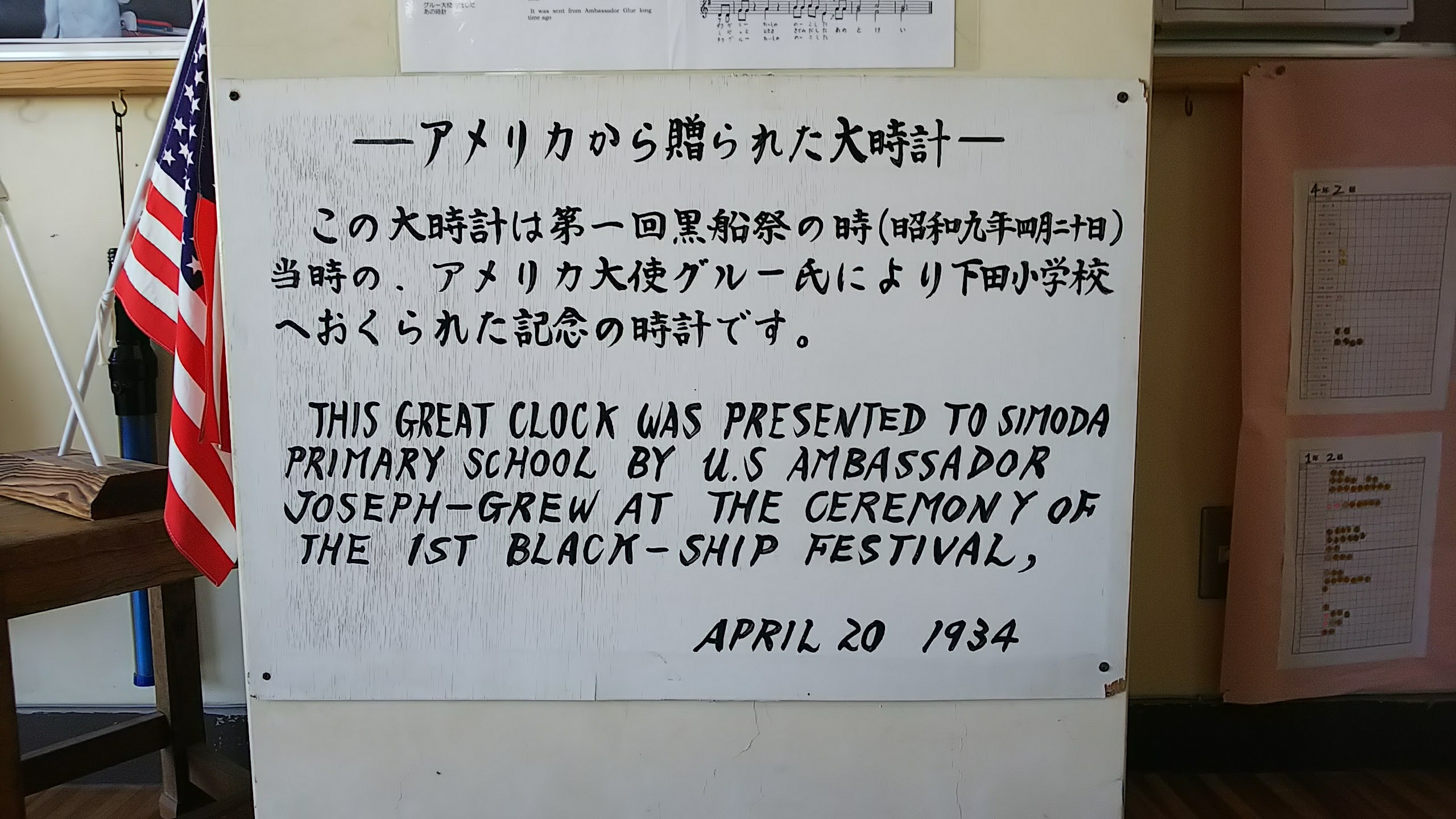
時計の説明板

#### 至誠の像
開校100周年記念碑 昭和48年10月 臼井佳夫作

#### 「富士山の絵」と「女性画」
日本画家中村岳陵より昭和14年（1938年）に贈られた。

## 校歌
作曲者は不詳。
歌詞は3種類あり、それぞれ成立年代順に以下のとおり。
- 明治36年（1903）「我が下田（その一）」服部渓声 作
- 大正11年（1922）「我が下田（その二）」 田中芳樹 作
- 昭和22年（1947）「その三」今成勝司、土屋康雄 作

現在歌唱されているのは、昭和期に作られたものである。次世代へと残し伝えるべき、下田にとって極めて重要な歴史的建築物や山海の自然風土、祭典の文化や風習などをとりまとめた「下田まち遺産」のひとつに認定されている。

## 学区
下田市一丁目 - 六丁目・東本郷1丁目・西本郷1丁目の一部・敷根・旧岡方村・武ガ浜・外ケ岡・中の一部